# Edmond Dutry
Edmond Dutry (Kalken, 30 augustus 1897 - Gent, 8 februari 1959) was een Belgisch kunstminnaar.

## Loopbaan
Edmond was de zoon van Albert Dutry en Marie Tibbaut.
Zijn vader was een belangrijk persoon: hij was vrederechter in Kalken, katholiek provincieraadslid van het kanton Waarschoot en lid van de kerkfabriek van Sint-Martinuskerk (Gent) en ook nog kunstschilder en kunstcriticus. Zijn moeder (de zuster van Emile Tibbaut) was ook een kunstenares.
Tijdens zijn prille jeugd kwamen zij naar Gent wonen in de Theresianenstraat. Edmond ging er naar het Sint-Barbaracollege.
In 1914 (hij was toen 17 jaar) meldde hij zich aan als vrijwilliger in het Belgisch leger.
Na de oorlog werd hij (zoals zijn ouders) kunstschilder en had een atelier op de Recolettenlei. Hij schilderde heel wat Gentse stadsgezichten.
Hij trouwde met Simone Marie Waterloos en ze gingen in de Burgstraat wonen.
Hij werd lid van de in 1930 opgerichte Koninklijke Kring Mars en Mercurius sectie Gent, waarvan hij van 1947 tot 1949 voorzitter werd.
Edmond Dutry was ook beheerder van de Internationale Jaarbeurs der Vlaanderen, vzw opgericht in 1946 en die toen plaats had in de Sint-Pietersabdij. Toen hij voor het oprichten (in de schoot van de Internationale Jaarbeurs) van een landbouwafdeling in de abdij enkele oude gebouwen wilden laten afbreken en de schoonheid van de oude gebouwen van de abdij ontdekte, werd zijn liefde voor het „oude - Gent” geboren.

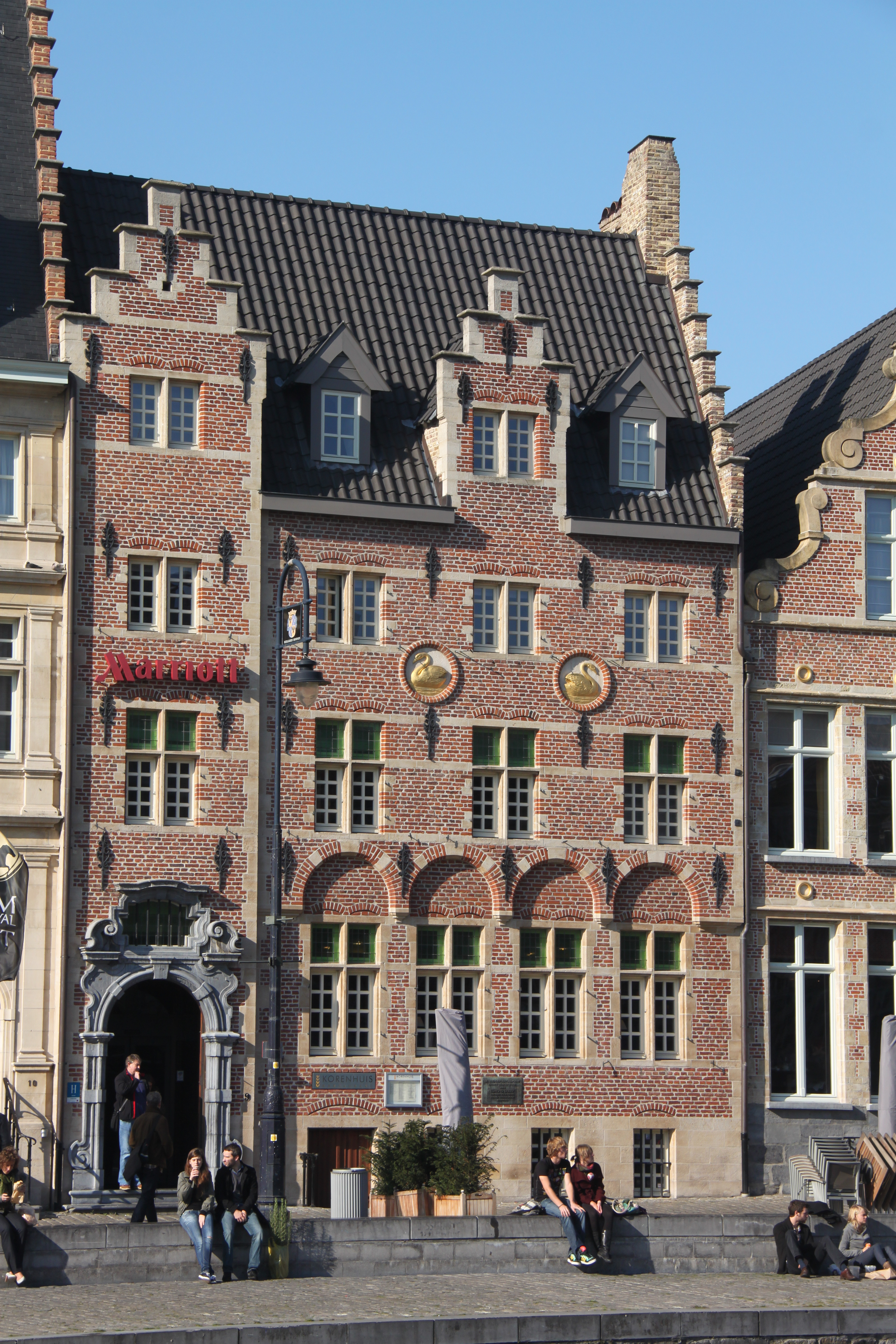
De Zwaene

Hij werd de stichter-voorzitter van De Vrienden van Oud-Gent en wist door bemiddeling bij het stadsbestuur de Sint-Pietersabdij en Het Pand (dat door zijn toedoen in 1956 werd geklasseerd) van de ondergang te redden.
Hij was ook ondervoorzitter van De Vrienden van het Oud-Begijnhof (Groot Begijnhof Sint-Elisabeth) waarvan Edmond Boonen voorzitter was. Samen hebben ze zich ook ingezet voor de redding van dit onroerend erfgoed.
Hij kocht omstreeks 1946 het huis De Zwaene op de Korenlei en liet het in zijn oorspronkelijke staat restaureren. Aan de gevel van dit gebouw hangt een gedenkplaat geschonken door De Vrienden van Oud-Gent.
In 1951 richtte hij de coöperatieve Het Gentse Meubel op met een aantal lokale meubelfabrikanten die betaalbare kwaliteitsmeubelen produceerden. Het Gentse Meubel werkte nauw samen met het Gentse Museum voor Sierkunst (waar Dutry secretaris van was).
Zijn laatste reddingspoging was deze van een achthoekig Chinees tuinpaviljoentje aan de oevers van de Leie, dicht bij de Verlorenkostbrug. Het heeft niet meer mogen baten, hij overleed op 8 februari 1959 en de pagode werd afgebroken.